# (26971) Sezimovo Ústí
(26971) Sezimovo Ústí – planetoida z pasa głównego asteroid okrążająca Słońce w ciągu 4 lat i 142 dni w średniej odległości 2,68 j.a. Została odkryta 25 września 1997 roku w Obserwatorium Kleť w pobliżu Czeskich Budziejowic przez Miloša Tichego i Zdenka Moravca. Nazwa planetoidy pochodzi od czeskiego miasta Sezimovo Ústí. Przed jej nadaniem planetoida nosiła oznaczenie tymczasowe (26971) 1997 SL2.